# اوكا
اوكا هي مدينة نيجرية وعاصمة ولاية أنمبرة،بلغ عدد سكان المدينة في 2018 2.5 مليون نسمة.